# 브네이 므낫세
브네이 므낫세(Bnei Menashe)는 므나쎄 지파의 후손이라고 주장하는 티베트버마어파 북동인도의 인도 유대인이다. 학계에서는 실제로 유대인 혈통은 아니고 기독교 선교사를 통해 기독교로 개종한 쿠키족, 미조인, 친족 (민족)들이 유대교 관습을 받아들여 유대인으로 개종하면서 생긴 것으로 보고 있다.
이스라엘에서는 정식 개종을 거친 후 알리야를 받아주고 있다.

## 같이 보기
- 베네 이스라엘(Bene Israel)